# Слобода (Рузский городской округ)

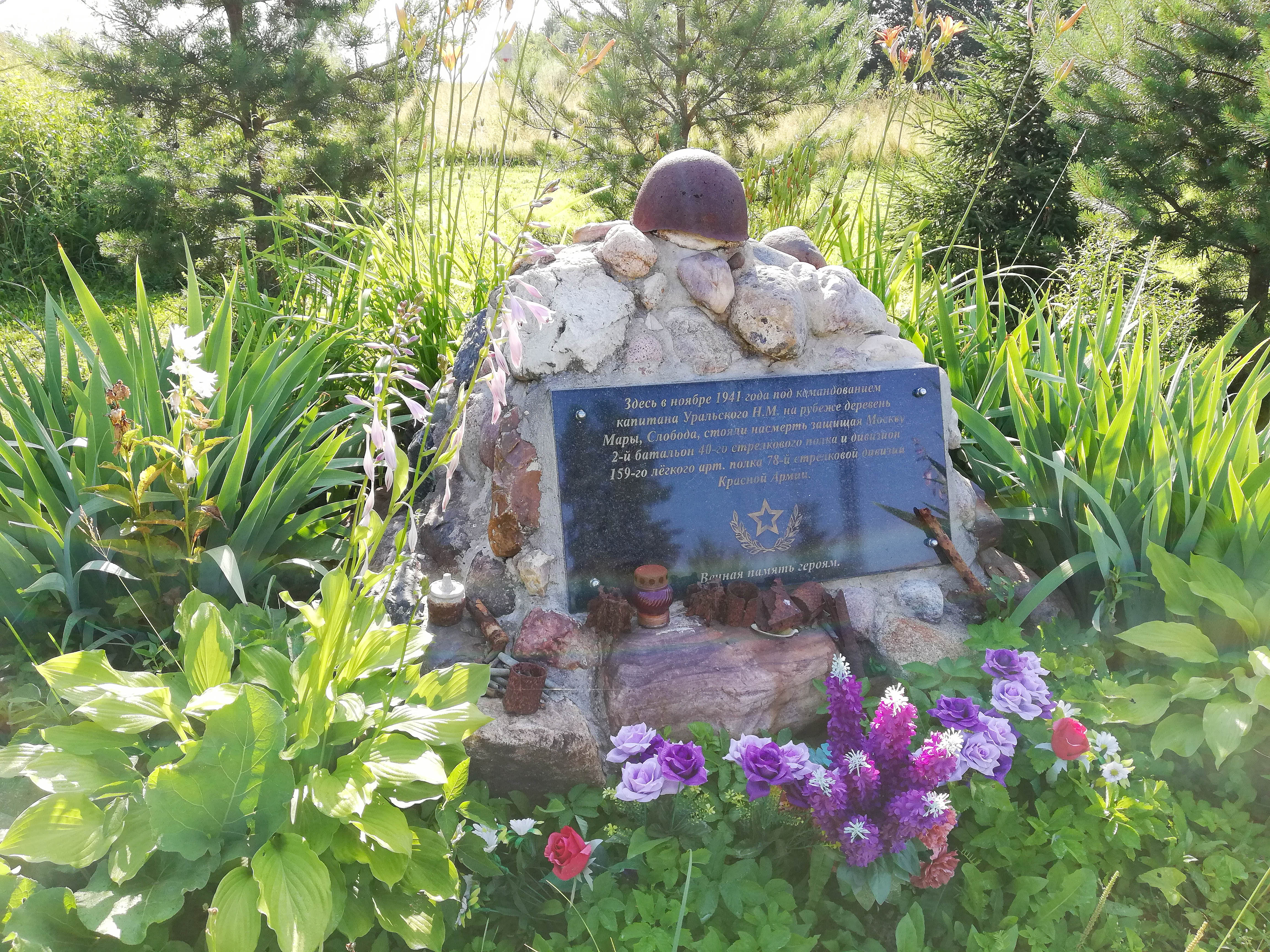
Памятный знак на рубеже обороны у деревни Слобода

Слобода — деревня сельского поселения Волковское Рузского района Московской области. Численность постоянно проживающего населения — 13 человек на 2006 год. До 2006 года Слобода входила в состав Покровского сельского округа.
Деревня расположена на севере района, примерно в 20 километрах севернее Рузы, на левом берегу реки Озерна. Ближайший населённый пункт — село Покровское — в 1 км на запад, высота центра над уровнем моря 220 м.